# Horst Brasch
Horst Brasch (* 23. Dezember 1922 in Berlin; † 18. August 1989 in Ost-Berlin) war ein deutscher SED-Parteifunktionär und 1966 bis 1969 stellvertretender Minister für Kultur der DDR. Brasch war jüdischer Herkunft und konvertierter Katholik. Er war verheiratet mit Gerda Brasch (1921–1975), Vater der Schriftsteller Thomas Brasch (1945–2001) und Peter Brasch (1955–2001), des Schauspielers Klaus Brasch (1950–1980) sowie der Journalistin und Radio-Moderatorin Marion Brasch (* 1961).

## Leben
Horst Brasch war der Sohn eines jüdischen Textilfabrikantenpaares und Stiefsohn des Schriftstellers und Biologen Curt Thesing. Von 1936 bis 1939 besuchte er das Benediktinergymnasium Ettal. Dort war er Mitglied des katholischen Bundes Neudeutschland.
1939 emigrierte Brasch aufgrund der Verfolgung von Menschen jüdischer Herkunft durch die Nationalsozialisten mit einem Kindertransport nach Großbritannien. Als „Enemy Alien“ wurde er 1940/1941 in Kanada interniert. Nach der Rückverlegung nach England beteiligte er sich dort 1941 am Aufbau der dortigen FDJ und war ab 1942 ihr Vorsitzender (als Nachfolger von  Adolf Buchholz). Ab 1945 war er Mitglied des 1942 in London gegründeten Weltjugendrats (als Nachfolger von Werner Fischer) und dann Beobachter der FDJ auf der 1. Weltjugendkonferenz des Weltbundes der demokratischen Jugend in London. Er vertrat im Weltbund auch die deutsche Jugend, die einen Beobachterposten erhalten hatte. 1944 wurde er Mitglied der KPD. Ebenfalls 1944 heiratete er in London die gebürtige Wienerin Gerda Wenger, die mit einem Visum für Hausangestellte nach Großbritannien entkommen war.
1946 siedelte Horst Brasch in die sowjetische Besatzungszone über, ein Jahr später folgte ihm seine Familie. Er war 1946 bis 1950 Mitglied des Zentralrats der FDJ, dabei 1946/1947 und 1949/1950 Sekretär des Zentralrats, ab 1947 Mitglied des Redaktionskollegiums der Zeitschrift Junge Generation und von August 1947 bis Februar 1948 als Nachfolger von Adolf Buchholz Chefredakteur der Jungen Welt. Ab März 1948 war er Vorsitzender der FDJ im Land Brandenburg, 1948/1949 war Brasch Mitglied des Deutschen Volksrats. Von 1950 bis 1952 war er Volksbildungsminister im Land Brandenburg, anschließend bis 1957 Sekretär des Rates des Bezirks Cottbus, zuletzt seit 1956 amtierender Vorsitzender dieses Rates. Von September 1957 bis Mai 1959 war er Vorsitzender des Rates des Bezirkes des Bezirks Neubrandenburg.

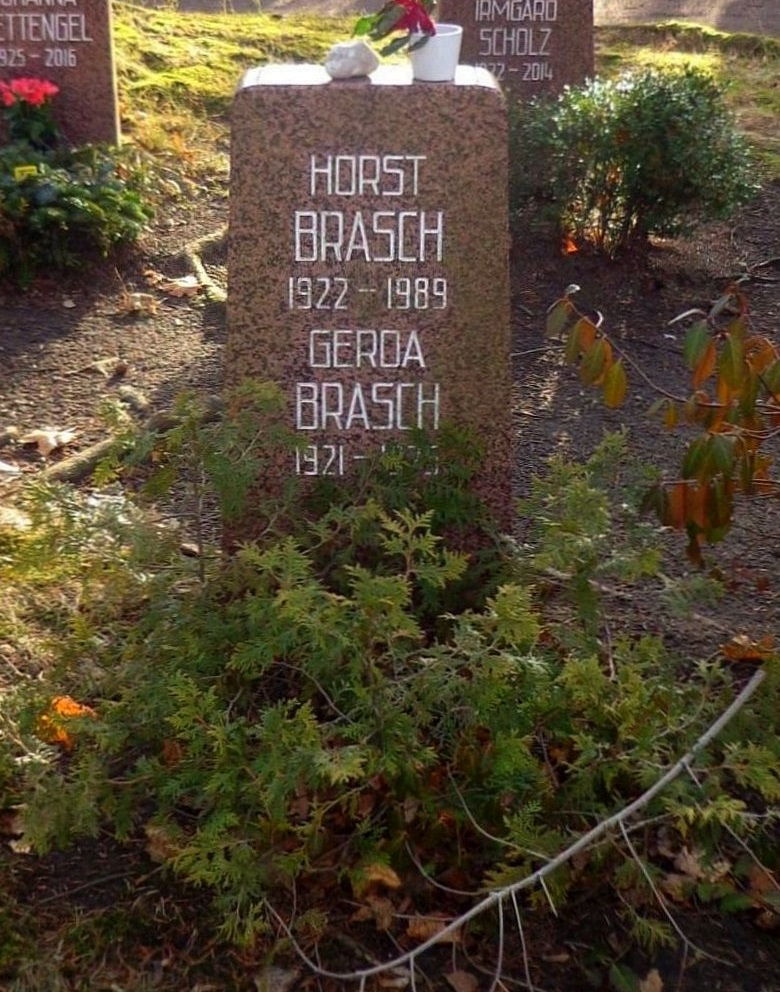
Grabstätte

Ab 1959 war Brasch Vorsitzender des Büros des Präsidenten des Nationalrates der Nationalen Front, seit 1963 bis zu seinem Tod war er Abgeordneter der Volkskammer und Mitglied im ZK der SED, von 1966 bis 1969 schließlich stellvertretender Minister für Kultur.
Die politischen Aktivitäten seines Sohnes Thomas Brasch, der nach Protesten gegen die Niederschlagung des Prager Frühlings im Jahr 1968 in Haft geriet, sorgten für das Ende der Nomenklatura-Karriere Horst Braschs. Er wurde zu einem weiterbildenden Studium an die Parteihochschule der KPdSU nach Moskau geschickt und danach von 1971 bis 1975 als 2. Sekretär der SED-Bezirksleitung in Karl-Marx-Stadt (heute Chemnitz) eingesetzt. 1975 wurde er auf Grund einer Auseinandersetzung mit einem Politbüromitglied von seiner Funktion entbunden und mit der Funktion als Generalsekretär der Liga für Völkerfreundschaft betraut.
Horst Brasch starb am 18. August 1989 im Alter von 66 Jahren an Krebs. Seine Urne wurde in der Gräberanlage Pergolenweg der Gedenkstätte der Sozialisten auf dem Berliner Zentralfriedhof Friedrichsfelde beigesetzt.

## Auszeichnungen
- 1962 Vaterländischer Verdienstorden in Silber
- 1973 Vaterländischer Verdienstorden in Gold
- 1982 Karl-Marx-Orden
- 1987 Vaterländischer Verdienstorden Ehrenspange

## Veröffentlichungen
- (Als Herausgeber) Junge Abgeordnete sagen ihre Meinung. Einige Diskussionsbeiträge auf dem 2. Parlament, Berlin 1947
- Treffpunkt Budapest, Berlin 1949
- Rings um Big Ben, Berlin 1960
- Wie müssen die Parteiorganisationen die Arbeit der Nationalen Front unterstützen?, Berlin 1961
- Die Gestaltung des Menschenbildes der sozialistischen Gesellschaft, die Jahrhundertaufgabe unserer Kultur, Berlin 1968
- Lebensdauer. Erinnerung an Curt Thesing, einen deutschen Patrioten und Humanisten, Berlin 1987

## Film
- Annekatrin Hendel: Familie Brasch, Dokumentarfilm, 2018